# Olta
Olta é uma cidade da Argentina, localizada na província de La Rioja